# Lijst van Eerste Kamerleden 1987-1991
Lijst van Eerste Kamerleden 1987-1991 geeft een overzicht van de leden van de Nederlandse Eerste Kamer in de periode tussen de verkiezingen van 1987 en de verkiezingen van 1991. De zittingsperiode van de Eerste Kamer ging in op 23 juni 1987 en eindigde op 11 juni 1991. 
De Eerste Kamer telde 75 leden, gekozen door de leden van Provinciale Staten. Eerste Kamerleden werden gekozen voor een termijn van vier jaar.
| Naam                                            | politieke partij                        | begindatum       | einddatum        | refs   |
| ----------------------------------------------- | --------------------------------------- | ---------------- | ---------------- | ------ |
| Joeke Baarda                                    | Christen-Democratisch Appèl             | 23 juni 1987     | 11 juni 1991     | [ 1 ]  |
| Liesbeth Baarveld-Schlaman                      | Partij van de Arbeid                    | 23 juni 1987     | 11 juni 1991     | [ 2 ]  |
| Driekus Barendregt                              | Staatkundig Gereformeerde Partij        | 23 juni 1987     | 11 juni 1991     | [ 3 ]  |
| Wim de Boer                                     | Groen Links                             | 5 februari 1991  | 11 juni 1991     | [ 4 ]  |
| Paul Boersma                                    | Partij van de Arbeid                    | 23 juni 1987     | 24 januari 1990  | [ 5 ]  |
| Fenna Bolding                                   | Communistische Partij Nederland         | 23 juni 1987     | 12 februari 1990 | [ 6 ]  |
| Fenna Bolding                                   | Groen Links                             | 13 februari 1990 | 11 juni 1991     | [ 6 ]  |
| Peter Boorsma                                   | Christen-Democratisch Appèl             | 23 juni 1987     | 11 juni 1991     | [ 7 ]  |
| Joop Borgman                                    | Partij van de Arbeid                    | 23 juni 1987     | 11 juni 1991     | [ 8 ]  |
| Beatrice Bos-Beernink                           | Christen-Democratisch Appèl             | 23 juni 1987     | 11 juni 1991     | [ 9 ]  |
| Ton van Boven                                   | Volkspartij voor Vrijheid en Democratie | 23 juni 1987     | 11 juni 1991     | [ 10 ] |
| Ted Braakman                                    | Volkspartij voor Vrijheid en Democratie | 23 juni 1987     | 11 juni 1991     | [ 11 ] |
| Nico Buijsert                                   | Christen-Democratisch Appèl             | 23 juni 1987     | 9 oktober 1988   | [ 12 ] |
| Jan Christiaanse                                | Christen-Democratisch Appèl             | 23 juni 1987     | 11 juni 1991     | [ 13 ] |
| Pierre Coenemans                                | Christen-Democratisch Appèl             | 23 juni 1987     | 11 juni 1991     | [ 14 ] |
| Greet Ermen                                     | Partij van de Arbeid                    | 23 juni 1987     | 11 juni 1991     | [ 15 ] |
| Bert Fleers                                     | Christen-Democratisch Appèl             | 1 oktober 1987   | 11 juni 1991     | [ 16 ] |
| Jo Franssen                                     | Christen-Democratisch Appèl             | 23 juni 1987     | 11 juni 1991     | [ 17 ] |
| Bas de Gaay Fortman                             | Politieke Partij Radikalen              | 23 juni 1987     | 12 februari 1990 | [ 18 ] |
| Bas de Gaay Fortman                             | Groen Links                             | 13 februari 1990 | 1 februari 1991  | [ 18 ] |
| Hanneke Gelderblom-Lankhout                     | Democraten 66                           | 23 juni 1987     | 11 juni 1991     | [ 19 ] |
| Leendert Ginjaar                                | Volkspartij voor Vrijheid en Democratie | 23 juni 1987     | 11 juni 1991     | [ 20 ] |
| Jan Glastra van Loon                            | Democraten 66                           | 23 juni 1987     | 11 juni 1991     | [ 21 ] |
| Jaap Glasz                                      | Christen-Democratisch Appèl             | 23 juni 1987     | 11 juni 1991     | [ 22 ] |
| John van Graafeiland                            | Volkspartij voor Vrijheid en Democratie | 23 juni 1987     | 11 juni 1991     | [ 23 ] |
| Toos Grol-Overling                              | Christen-Democratisch Appèl             | 23 juni 1987     | 11 juni 1991     | [ 24 ] |
| Han Heijmans                                    | Volkspartij voor Vrijheid en Democratie | 23 juni 1987     | 11 juni 1991     | [ 25 ] |
| Henk Heijne Makkreel                            | Volkspartij voor Vrijheid en Democratie | 23 juni 1987     | 11 juni 1991     | [ 26 ] |
| Jean Hendriks                                   | Christen-Democratisch Appèl             | 23 juni 1987     | 11 juni 1991     | [ 27 ] |
| Peter Hoefnagels                                | Democraten 66                           | 23 juni 1987     | 11 juni 1991     | [ 28 ] |
| Henny Houben-Sipman                             | Christen-Democratisch Appèl             | 23 juni 1987     | 11 juni 1991     | [ 29 ] |
| Ria Jaarsma                                     | Partij van de Arbeid                    | 23 juni 1987     | 11 juni 1991     | [ 30 ] |
| Jan van der Jagt                                | Gereformeerd Politiek Verbond           | 23 juni 1987     | 11 juni 1991     | [ 31 ] |
| Frans de Jong                                   | Christen-Democratisch Appèl             | 23 juni 1987     | 11 juni 1991     | [ 32 ] |
| Ad Kaland                                       | Christen-Democratisch Appèl             | 23 juni 1987     | 11 juni 1991     | [ 33 ] |
| Jan Kassies                                     | Partij van de Arbeid                    | 23 juni 1987     | 11 juni 1991     | [ 34 ] |
| Eefje Klaassens-Postema                         | Partij van de Arbeid                    | 23 juni 1987     | 11 juni 1991     | [ 35 ] |
| Geert Klein Bennink                             | Partij van de Arbeid                    | 23 juni 1987     | 11 juni 1991     | [ 36 ] |
| Roelof Kruisinga                                | Christen-Democratisch Appèl             | 23 juni 1987     | 11 juni 1991     | [ 37 ] |
| Trix van Kuilenburg-Lodder                      | Partij van de Arbeid                    | 23 juni 1987     | 11 juni 1991     | [ 38 ] |
| Dick Kuiper                                     | Christen-Democratisch Appèl             | 23 juni 1987     | 11 juni 1991     | [ 39 ] |
| Luck van Leeuwen                                | Christen-Democratisch Appèl             | 23 juni 1987     | 11 juni 1991     | [ 40 ] |
| Titia van Leeuwen                               | Pacifistisch Socialistische Partij      | 23 juni 1987     | 15 augustus 1988 | [ 41 ] |
| Madeleen Leyten- de Wijkerslooth de Weerdesteyn | Christen-Democratisch Appèl             | 23 juni 1987     | 1 oktober 1987   | [ 42 ] |
| David Luteijn                                   | Volkspartij voor Vrijheid en Democratie | 23 juni 1987     | 11 juni 1991     | [ 43 ] |
| Pieter Maris                                    | Christen-Democratisch Appèl             | 23 juni 1987     | 11 juni 1991     | [ 44 ] |
| Ria Mastik-Sonneveldt                           | Partij van de Arbeid                    | 23 juni 1987     | 11 juni 1991     | [ 45 ] |
| Joke van der Meer                               | Partij van de Arbeid                    | 23 juni 1987     | 11 juni 1991     | [ 46 ] |
| Marian van der Meer                             | Partij van de Arbeid                    | 23 juni 1987     | 11 juni 1991     | [ 47 ] |
| Harm van der Meulen                             | Christen-Democratisch Appèl             | 23 juni 1987     | 11 juni 1991     | [ 48 ] |
| Irene Michiels van Kessenich-Hoogendam          | Christen-Democratisch Appèl             | 23 juni 1987     | 11 juni 1991     | [ 49 ] |
| Jan Mijnsbergen                                 | Partij van de Arbeid                    | 6 maart 1990     | 11 juni 1991     | [ 50 ] |
| David van Ooijen                                | Partij van de Arbeid                    | 23 juni 1987     | 11 juni 1991     | [ 51 ] |
| Meine Pit                                       | Partij van de Arbeid                    | 23 juni 1987     | 11 juni 1991     | [ 52 ] |
| Andries Postma                                  | Christen-Democratisch Appèl             | 23 juni 1987     | 11 juni 1991     | [ 53 ] |
| Henk Pröpper                                    | Christen-Democratisch Appèl             | 22 november 1988 | 11 juni 1991     | [ 54 ] |
| Herman Redemeijer                               | Partij van de Arbeid                    | 23 juni 1987     | 11 juni 1991     | [ 55 ] |
| Bertus de Rijk                                  | Partij van de Arbeid                    | 23 juni 1987     | 11 juni 1991     | [ 56 ] |
| Ger Schinck                                     | Partij van de Arbeid                    | 23 juni 1987     | 11 juni 1991     | [ 57 ] |
| Joris Schouten                                  | Christen-Democratisch Appèl             | 23 juni 1987     | 11 juni 1991     | [ 58 ] |
| Egbert Schuurman                                | Reformatorische Politieke Federatie     | 23 juni 1987     | 11 juni 1991     | [ 59 ] |
| Jan Simons                                      | Partij van de Arbeid                    | 23 juni 1987     | 11 juni 1991     | [ 60 ] |
| Mieke Smeets-Janssen                            | Partij van de Arbeid                    | 23 juni 1987     | 11 juni 1991     | [ 61 ] |
| Bé Stam                                         | Partij van de Arbeid                    | 23 juni 1987     | 11 juni 1991     | [ 62 ] |
| Piet Steenkamp                                  | Christen-Democratisch Appèl             | 23 juni 1987     | 11 juni 1991     | [ 63 ] |
| Henk Talsma                                     | Volkspartij voor Vrijheid en Democratie | 23 juni 1987     | 11 juni 1991     | [ 64 ] |
| Marie-Louise Tiesinga-Autsema                   | Democraten 66                           | 23 juni 1987     | 11 juni 1991     | [ 65 ] |
| Herman Tjeenk Willink                           | Partij van de Arbeid                    | 23 juni 1987     | 11 juni 1991     | [ 66 ] |
| Nic Tummers                                     | Partij van de Arbeid                    | 23 juni 1987     | 11 juni 1991     | [ 67 ] |
| Frans Uijen                                     | Partij van de Arbeid                    | 23 juni 1987     | 11 juni 1991     | [ 68 ] |
| Els Veder-Smit                                  | Volkspartij voor Vrijheid en Democratie | 23 juni 1987     | 11 juni 1991     | [ 69 ] |
| Adriaan van Veldhuizen                          | Partij van de Arbeid                    | 23 juni 1987     | 11 juni 1991     | [ 70 ] |
| Wim van Velzen                                  | Christen-Democratisch Appèl             | 23 juni 1987     | 11 juni 1991     | [ 71 ] |
| Jan Verbeek                                     | Volkspartij voor Vrijheid en Democratie | 23 juni 1987     | 11 juni 1991     | [ 72 ] |
| Jan Vis                                         | Democraten 66                           | 23 juni 1987     | 11 juni 1991     | [ 73 ] |
| Joop Vogt                                       | Pacifistisch Socialistische Partij      | 6 september 1988 | 12 februari 1990 | [ 74 ] |
| Joop Vogt                                       | Groen Links                             | 13 februari 1990 | 11 juni 1991     | [ 74 ] |
| Louise Vonhoff-Luijendijk                       | Volkspartij voor Vrijheid en Democratie | 23 juni 1987     | 11 juni 1991     | [ 75 ] |
| Ed Wagemakers                                   | Christen-Democratisch Appèl             | 23 juni 1987     | 11 juni 1991     | [ 76 ] |
| Ym van der Werff                                | Volkspartij voor Vrijheid en Democratie | 23 juni 1987     | 11 juni 1991     | [ 77 ] |
| Willem van de Zandschulp                        | Partij van de Arbeid                    | 23 juni 1987     | 11 juni 1991     | [ 78 ] |
| Rinse Zijlstra                                  | Christen-Democratisch Appèl             | 23 juni 1987     | 11 juni 1991     | [ 79 ] |
| Jan Zoon                                        | Partij van de Arbeid                    | 23 juni 1987     | 11 juni 1991     | [ 80 ] |